# 하이파이맨
하이파이맨 일렉트로닉스(HiFiMAN Electronics)는 헤드폰, 앰프, 휴대용 오디오 플레이어를 포함한 오디오 제품을 제조하는 중국 기업이다. 하이파이맨은 원래 Head-Direct 브랜드로 출시되었으나 현재는 하이파이맨으로만 출시되는 헤드폰 제품으로 더 잘 알려져 있다.

## 역사
2005년 말 팡 비안이 설립한 비안은 웹 스토어와 Head-Fi(https://www.head-fi.org/) 후원사인 Head-Direct를 시작했다. 그는 2007년에 하이파이맨 브랜드를 사용하기 시작했다. 2010년에 그는 중화인민공화국에 소규모 공장을 설립했으며, 2011년에는 회사를 중국 톈진시로 이전했다.

### 초기 제품 및 개발
회사 초기 평판형 헤드폰 중 하나는 HE5라는 모델이었다. 툴링 비용을 피하기 위해 HE5의 이어컵을 나무로 만들기로 결정했다. 나무는 또한 품질의 상징으로 여겨졌고, 하이파이맨 HE5가 고급 헤드폰으로 자리 잡는 데 도움이 될 것으로 기대되었다. 그러나 작고 제한된 작업으로 인해 제조가 매우 어려웠다. 설상가상으로 나무 이어컵이 갈라지기 시작했고 많은 불만이 접수되었다.
HE5는 이후 나무 이어컵이 더 저렴한 플라스틱으로 교체된 HE5LE로 대체되었다. 이 디자인은 이후 출시될 하이파이맨 평판형 헤드폰의 초기 전조였다.
평판형 자기 헤드폰의 낮은 감도는 고출력 앰프를 필요로 했다. 당시 이러한 앰프가 시장에 거의 없었기 때문에, 이는 EF5 및 궁극적으로 EF6와 같은 앰프를 만드는 회사의 진출을 촉발했다. 그러나 이러한 앰프는 신뢰성 문제에 직면했으며 잘 받아들여지지 않았다.

## 제품
하이파이맨은 HE-5, HE-5LE, HE-6, HE-500, HE-400과 같은 헤드폰과 RE-0, RE-252, RE2000과 같은 다양한 이어폰 또는 IEM(인 이어 모니터)과 같은 휴대용 오디오 제품을 설계 및 제조한다. 2009년, 하이파이맨은 최초의 진정한 하이엔드 휴대용 음악 플레이어로 마케팅된 HM-801을 출시했으며, 슬림라인 슈퍼미니와 더 큰 HM 시리즈를 계속 출시했다. 하이파이맨은 플레이어 및 이어폰, 헤드폰에 3.5mm 밸런스드 출력의 사용을 일반화하려고 노력하고 있다.

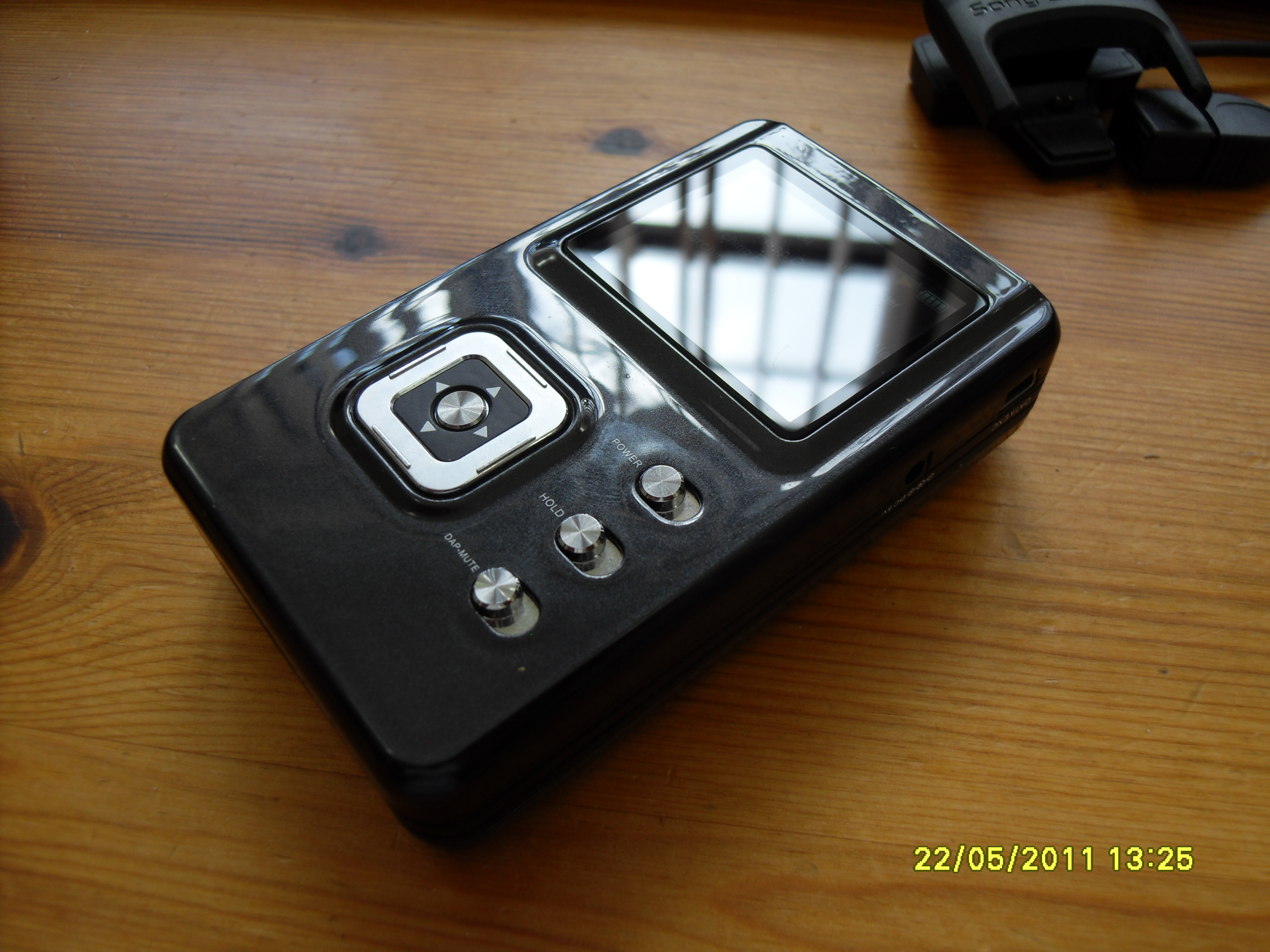
HIFIMAN HM-601 DAP(디지털 오디오 플레이어)

하이파이맨은 평판형 자기 헤드폰으로 가장 잘 알려져 있지만, 이 회사는 또한 인이어 드라이버도 제조한다.

## 수상
HM-700 및 HM-901, HE-560 및 HE-400i와 같은 풀사이즈 헤드폰, RE-400 및 RE-600/RE-600s를 포함한 이어폰, EF-2A 및 EF-6와 같은 앰프를 포함한 하이파이맨의 여러 제품은 모두 여러 상을 수상했다.
- HE-560은 파일웹에서 오디오 엑설런스 어워드(2015)를 수상했다.[12]
- HE-560은 CES 혁신 디자인 및 엔지니어링 어워드(2015)에 선정되었다.[13]
- HE-560은 CES 편집자 선정 어워드 수상작(2014)으로 선정되었다.
- RE-600은 EXC!TE 어워드 수상작(2014)이었다.[14]
- HE1000 사운드스테이지! 올해의 제품 2015
- HE1000 헤드폰.GURU 올해의 제품 2015
- HE400S 헤드폰.GURU 작가 선정 어워드 2015
- HE400i 스테레오플레이 매거진 골든 이어스 2016
- HE1000 hifi+ 비용 불문 헤드폰 2016
- HE1000 v2 TAS 편집자 선정 어워드 2017
- 에디션 X v2 CES 혁신 어워드 수상작 2017
- HE1000 v2 유럽 디자인 제품 어워드 2017[15]
- 수스바라 헤드포닉스 최고의 오픈형 헤드폰 2017